# 普吕梅利欧
普吕梅利欧（法語：Pluméliau，法語發音：[plymeljo]）是法国莫尔比昂省的一个旧市镇，位于该省中部偏西北，属于蓬蒂维区。2019年，普吕梅利欧与市镇比约济合并为新市镇普吕梅利欧-比约济，普吕梅利欧为新市镇行政中心。

## 地理
普吕梅利欧（47°57'28"N, 2°58'24"W）面积67.72 平方千米，位于法国布列塔尼大區莫尔比昂省，该省份为法国西北部沿海省份，位于布列塔尼半岛南部，北起阿摩尔滨海省、西接菲尼斯泰尔省，南濒大西洋，东南接大西洋卢瓦尔省，东临伊勒-维莱讷省。
与普吕梅利欧接壤的市镇（或旧市镇、城区）包括：圣蒂里奥、穆斯图瓦尔-勒曼戈勒、勒曼戈勒、盖南、圣巴泰勒米、梅尔朗、比约济、勒苏恩。

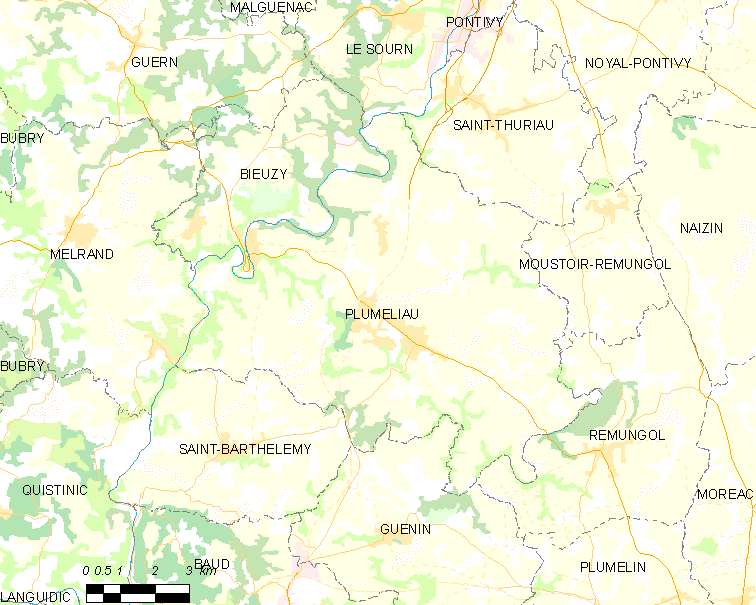
普吕梅利欧的OSM定位图

普吕梅利欧的时区为UTC+01:00、UTC+02:00（夏令时）。

## 行政
普吕梅利欧的邮政编码为56930，INSEE市镇编码为56173。

## 政治
普吕梅利欧所属的省级选区为蓬蒂维县。

## 人口

1962-2008年间普吕梅利欧人口变化图示

普吕梅利欧于2016年1月1日时的人口数量为3716人。